# Robert Palmer
Robert Palmer (szül. Robert Allen Palmer, Batley, Anglia, 1949. január 19. – Párizs, 2003. szeptember 26.) kétszeres Grammy-díjas, MTV Video Music Award-díjas, a Brit Awards legjobb férfi rock előadói díjára két alkalommal jelölt angol énekes, gitáros, basszusgitáros, billentyűs, dobos.

## Élete
Tizenöt éves korában a Mandrakes együttesben játszott rhythm and bluest, de két év múlva, mivel az édesapja a Brit Királyi Haditengerészet hírszerző tisztje volt, a család ideiglenesen Máltán telepedett le, majd ismét Yorkshire megyébe, Scarboroughba költözött.

Robert 20 éves koráig grafikusként dolgozott, majd az állását feladva Londonba költözött, és csatlakozott a 12 tagú, dzsessz-rockot játszó Dada nevű együtteshez, melynek az énekese Elkie Brooks volt. A Dadából alakult 1971-ben a Vinegar Joe zenekar. A tagjai Palmeren kívül Elkie Brooks, Pete Gage (szül.: Peter Gage) gitáros, Steve York basszusgitáros, Mike Deacon billentyűs és Pete Gavin dobos. A zenekar 1974-ben feloszlott.

1974-ben egyedül maradt a zenei elképzeléseivel, átment az USA-ba, ahol egy Meters nevű, New Orleans-i, később pedig a Little Feat zenekar kísérte. Ez a két együttes kísérte a két első lemezén (Sneakin' Sally Throgh The Alley 1974, Pressure Drop 1975). Az Egyesült Államok után a Bahamákra költözött, ott készítette el a Some People Can Do What They Like 1976 és a Double fun 1978 c. albumokat.

Az 1980-as években jött a stílusváltás: a szintipop és az új hullám, amely üzleti sikereket hozott magával. 1986-ban ideiglenesen feloszlott a Duran Duran. Robert ekkor megalakította a Power Station együttest, amelynek a tagjai rajta kívül a Duran Duranból Andy Taylor gitáros, John Taylor basszusgitáros és a Chick együttes dobosa, Tony Thompson voltak. 1987-ben, félve a nassaui bűnözéstől, Luganóba költözött, és visszatért a rockzenéhez, valamint a bossa novához. 1995-ben kiadott egy Greatest Hits lemezt, ez 4. helyezett lett az Egyesült Királyságban.

## Halála
Egy párizsi hotelszobában halt meg 2003. szeptember 26-án, szívrohamban.

## Diszkográfia
- Sneakin' Sally Throgh The Alley 1974
- Pressure Drop 1975
- Some People Can Do What They Like 1976
- Double Fun 1978
- Secrets 1979
- Clues 1980
- Maybe It's Live 1982
- Pride 1983
- Riptide 1985
- Heavy Nova 1988
- Addictions Vol. I. 1989
- Don't Explain 1990
- Addictions Vol. II. 1992
- Ridin' High 1992
- Honey 1994
- Rhythm & Blues 1999
- Drive 2003

## Fordítás
- Ez a szócikk részben vagy egészben  a   Robert Palmer (singer) című angol Wikipédia-szócikk fordításán alapul.  Az eredeti cikk szerkesztőit annak laptörténete sorolja fel. Ez a jelzés csupán a megfogalmazás eredetét és a szerzői jogokat jelzi, nem szolgál a cikkben szereplő információk forrásmegjelöléseként.